# Nora Dåsnes
Nora Dåsnes, född 1995 i Oslo, är en norsk illustratör, animatör, barnboksförfattare och serieskapare.
Nora Dåsnes är född och uppvuxen i Oslo. Under gymnasiet var hon på ett utbytesår i Durham i Nordöstra England. Hon trivdes i England och läste vidare på Kingston University i London där hon studerade tecknad animering.
Dåsnes debuterade som författare och illustratör med romanen Ti kniver i hjertet våren 2020. Hon illustrerar även småbarnsserien Vesle vil også... av Hannah Mileman.
2022 vann hon Nordiska rådets pris för barn- och ungdomslitteratur för serieromanen Ubesvart anrop.